# تپه قلعه کهنه ده آبدره
تپه قلعه کهنه ده آبدره مربوط به هزاره اول قبل از میلاد است و در شهرستان سقز، بخش مرکزی، روستای قرچر واقع شده و این اثر در تاریخ ۲۷ مرداد ۱۳۸۲ با شمارهٔ ثبت ۹۶۵۱ به‌عنوان یکی از آثار ملی ایران به ثبت رسیده است.